# Paepalanthus bromelioides
Paepalanthus bromelioides är en gräsväxtart som beskrevs av Silveira. Paepalanthus bromelioides ingår i släktet Paepalanthus och familjen Eriocaulaceae. Inga underarter finns listade i Catalogue of Life.